# Lincoln : À la poursuite du Bone Collector
Lincoln : À la poursuite du Bone Collector (Lincoln Rhyme: Hunt for the Bone Collector) est une série télévisée en dix épisodes de 43 minutes, diffusée entre le 10 janvier et le 13 mars 2020 sur le réseau NBC et en simultané sur Citytv au Canada.
La série est basée sur le roman Le Désosseur de Jeffery Deaver, déjà porté à l'écran dans le long métrage Bone Collector (1999).
En Belgique, la série est diffusée du 16 juillet au 13 août 2020 sur La Une, et au Québec à partir du 4 février 2021 sur AddikTV. En France, elle est diffusée sur TF1 à partir du 4 mai 2021. Elle reste inédite dans les autres pays francophones.

## Synopsis
L'expert-criminologue Lincoln Rhyme devient tétraplégique à la suite d'une chute sur les lieux d'un crime du Bone Collector.
Trois ans plus tard, après la découverte d'un corps dans le métro new-yorkais, l'officier Amelia Sachs est mise en contact avec Rhyme. Celui-ci met sur pied une équipe d'experts afin de retrouver le Bone Collector qui semble avoir refait surface.

## Distribution

### Acteurs principaux
- Russell Hornsby (VF : Gilles Morvan) : Lincoln Rhyme
- Arielle Kebbel (VF : Stéphanie Hédin) : Amelia Sachs
- Roslyn Ruff (VF : Déborah Claude) : Claire, l'assistante de soins de Rhyme
- Michael Imperioli (VF : Philippe Vincent) : Rick Selitto, enquêteur et ancien partenaire de Rhyme
- Ramses Jimenez (VF : Thibaut Lacour) : Eric Castillo, partenaire actuel de Setillo
- Brooke Lyons (VF : Marie Chevallot) : Kate, experte de la police scientifique
- Tate Ellington (VF : Thierry Gondet) : Felix, expert en informatique
- Brían F. O'Byrne (VF : Philippe Siboulet) : Peter Taylor, le Bone Collector

### Acteurs récurrents et invités
- Claire Coffee (VF : Sybille Tureau) : Danielle (9 épisodes)
- Tawny Cypress (VF : Sophie Riffont) : Naia (5 épisodes)
- Courtney Grosbeck (VF : Diane Kristanek) : Rachel Sachs, la sœur d'Amelia (4 épisodes)
- Tracie Thoms (VF : Nathalie Homs) : Agent Cutter du FBI (2 épisodes)

 Source et légende : version française (VF) sur RS Doublage

## Production

### Développement
Le 17 janvier 2019, la NBC annonce la production d'un épisode pilote sous le nom de Lincoln basé sur le roman Le Désosseur (The Bone Collector). Il est écrit par VJ Boyd et Mark Bianculli, producteurs exécutifs accompagnés d'Avi Nir, Alon Shtruzman, Peter Traugott et Rachel Kaplan. Les sociétés de production Sony Pictures Television et Universal Television sont associées au projet. Le 21 février, Seth Gordon est officialisé en tant que réalisateur et le 11 mai, la série est commandée. Le 8 novembre, NBC modifie le titre de la série en Lincoln Rhyme: Hunt for the Bone Collector.
Le premier épisode est diffusé la 10 janvier 2020.
Le 10 juin 2020, NBC annule la série après une saison de dix épisodes,.

## Épisodes
1. Le Retour du Bone Collector (Pilot)
2. La Colère des dieux (God Complex)
3. Petit secret entre voisins (Russian Roulette)
4. Ce que la mort nous réserve (What Lies Beneath)
5. Nouveau jeu, nouvelles règles (Game On)
6. La Femme du serial killer ('Til Death Do Us Apart)
7. Tic Tac Boom (Requiem)
8. Victime no 1 (Original Sin)
9. Guerre ouverte (Open Warfare)
10. L'Affrontement final (Mano A Mano)

## Accueil

### Critiques
Sur le site Rotten Tomatoes, la série obtient 36% d'avis favorables pour 11 critiques. Sur Metacritic, elle obtient une moyenne de 46 sur 100, basée sur 4 critiques.
Sur Allociné, la série obtient une moyenne de 2,8 sur 5 pour 6 critiques presse.

### Audiences
Les deux premiers épisodes diffusés en France sur TF1 le 4 mai 2021 rassemblent environ 3,72 millions de téléspectateurs. Le 11 mai 2021, trois nouveaux épisodes inédits sont diffusés, les deux premiers réunissant environ 3,31 millions de téléspectateurs.